# 朱建华 (湖北全国人大代表)
朱建华（1963年—）湖北省监利县新沟镇交通村人，中华人民共和国农民，第十一届全国人大代表。无党派。

## 生平
朱建华是荆州市监利县新沟镇交通村农民。1980年高中毕业以后，先后在外务工13年。1993年回到农村务农，此后为了家庭收支记账而开始收集农村税费缴纳凭证。自1993年起，监利县农民负担日益沉重，每年税费都在上涨。1998年，因为完不成税费缴纳任务，朱建华还被强制参加“学习班”。2000年，监利县棋盘乡党委书记李昌平给国务院总理朱镕基上书称“农村真穷、农民真苦、农业真危险”。此后湖北省领导将监利县作为联系点，一年内十次到监利县考察，推动农村税费改革。2006年1月1日起，中华人民共和国废止《中华人民共和国农业税条例》，全面免除农业税。2007年9月18日，朱建华在电视中得知中共十七大即将召开，便致信湖北省领导，希望将自己留存14年的农民税单作为礼物献给中共十七大，以表达国家免除农业税以后农民的喜悦。此举引起各级领导的重视。中共湖北省委领导在回信中感谢朱建华的礼物，并嘱有关资料应交档案部门保存。朱建华的信在2007年9月28日《农民日报》头版刊登，同时刊登的记者何红卫撰写的报道获得当年的中国新闻奖。信和报道引起了舆论关注。朱建华捐献的税单被保存到湖北省档案馆。
2008年2月1日，朱建华当选第十一届全国人大代表，成为本届2978名的代表中的13个农民代表之一。他也是监利县历史上第四位全国人大代表（之前有熊自仁、贺桂华、杨凤玲等三人）。2008年的全国两会上，朱建华受到媒体关注。全国两会期间，3月7日中央领导到全国人大湖北团参加审议，朱建华是9位发言代表之一。此后5年任期内，朱建华提出40多个建议和议案，包括“关于完善河流环保统一协调监管体制和处理突发环境事件应急机制的建议”、“关于更新泵站设施提高抗灾能力的建议”、“关于将湖北油菜产地纳入国家优质油菜基地立项的建议”等等，都直接或间接和监利县有关，为监利县作出了不少贡献。2009年9月，朱建华向银行贷款数十万元人民币，成立了农夫绿色农产品开发有限公司，下辖五个农业合作社，但后来经营不善。
2014年1月，已卸任人大代表的朱建华在酒后对一名14岁智力障碍女孩实施性侵。经过调查取证，2014年5月16日监利县公安机关对犯罪嫌疑人朱建华实施逮捕。随后该案进入公诉阶段。